# International Sumo Federation
La International Sumo Federation (IFS) – in giapponese Kokusai Sumō Renmei (国際相撲連盟?) – è la federazione sportiva internazionale, riconosciuta dal CIO, che governa lo sport del sumo a livello amatoriale.

## Membri
Alla International Sumo Federation sono attualmente affiliate 84 federazioni nazionali.

## Competizioni
La IFS organizza i Campionati Mondiali di Sumo (in inglese Sumo World Championships ed in giapponese Sekai Sumō Senshuken Taikai (世界相撲選手権大会?)) sia individuali che a squadre.
Le competizioni individuali sono inoltre divise a seconda del peso in cinque categorie. I limiti di peso differiscono a seconda di sesso ed età.
| Categoria         | Maschile          | Femminile         | Maschile juniores* | Femminile juniores* |
| ----------------- | ----------------- | ----------------- | ------------------ | ------------------- |
| Open              | senza restrizioni | senza restrizioni | senza restrizioni  | senza restrizioni   |
| Heavyweight       | ≥115 kg           | ≥80 kg            | ≥100 kg            | ≥75 kg              |
| Light Heavyweight | 100–115kg         | 73–80 kg          | (non utilizzato)   | (non utilizzato)    |
| Middleweight      | 85−100 kg         | 65–73 kg          | 80–100 kg          | 60–75 kg            |
| Lightweight       | <85 kg            | <65 kg            | <80 kg             | <60 kg              |

* = le competizioni juniores sono riservate ad atleti da 13 a 18 anni.
Il sumo fa inoltre parte delle discipline incluse nei World Combat Games e nei World Games.

## Organizzazioni a cui appartiene
- Comitato olimpico internazionale (CIO)
- Association of the IOC Recognised International Sports Federations (ARISF)
- International World Games Association (IWGA)
- SportAccord (GAISF)